# Brephos decora
Brephos decora är en fjärilsart som beskrevs av Carl von Linné 1764. Brephos decora ingår i släktet Brephos och familjen nattflyn. Inga underarter finns listade i Catalogue of Life.